# 沃洛德米爾區

沃洛德米爾區在沃倫州的位置

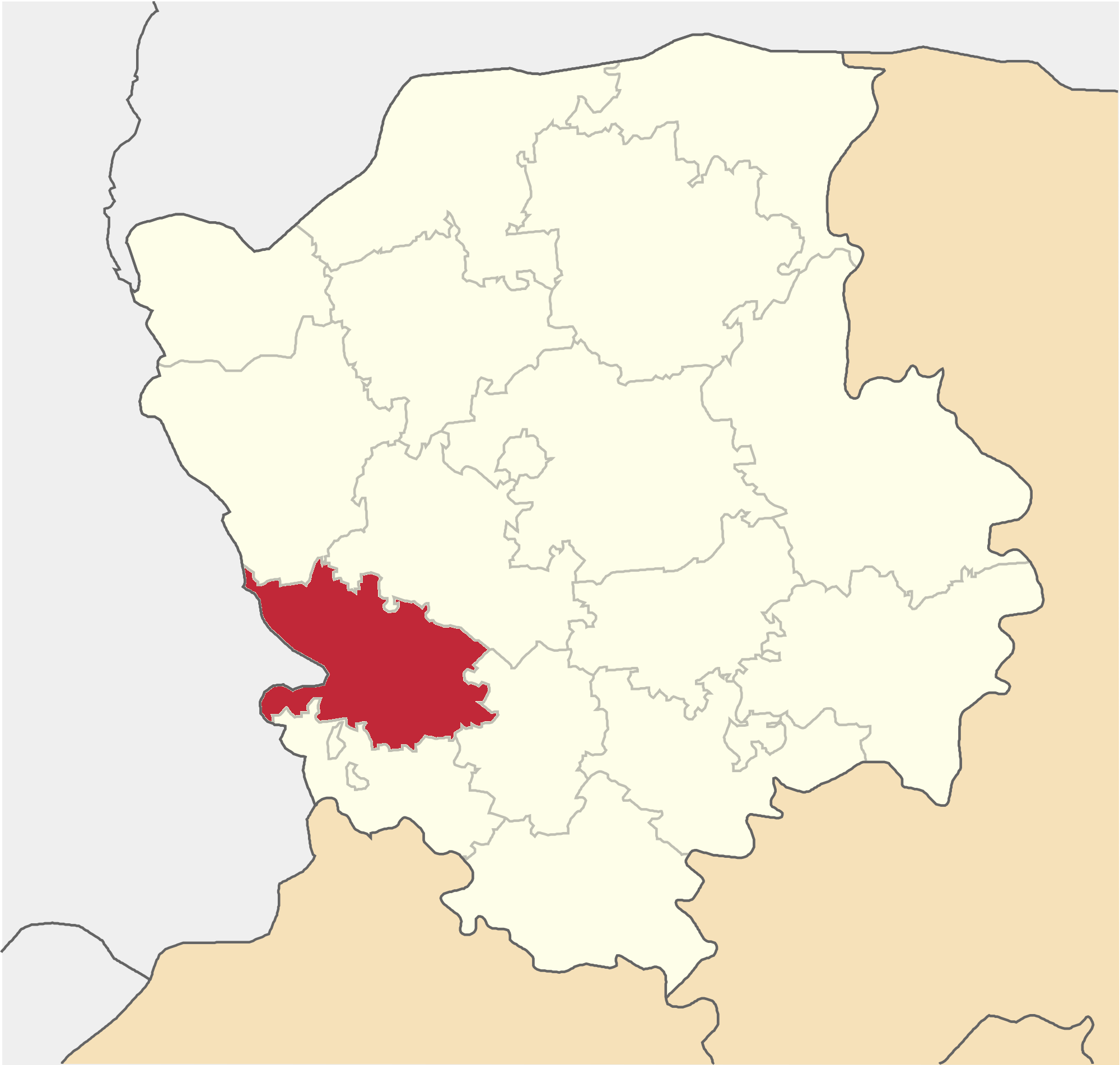
改革前沃倫州沃洛德米爾區在沃倫州的位置

沃洛德米爾區（羅馬化：Volodymyrskyi raion），是烏克蘭西部沃倫州的一個區，行政中心为沃洛德米尔，面積为2,558.2平方公里，2021年人口数量为171,264人。

## 历史
2020年7月18日乌克兰施行了行政区划改革，沃倫州的区份数量减至4个，沃倫州沃洛德米爾區的面积显著扩大。改革前沃倫州沃洛德米爾區的面积为1,038平方公里，2020年人口数量为24,545人。
2022年7月18日，乌克兰最高拉达将该区名字“沃倫州沃洛德米爾區”改为“沃洛德米爾區”。

## 行政區劃
沃洛德米爾區下劃分為11個市鎮：
- 沃洛德米爾市鎮（烏克蘭語：Володимир-Волинська міська громада） (市級，行政中心：沃洛德米尔)
- 新沃倫斯克市鎮（烏克蘭語：Нововолинська міська громада） (市級，行政中心：新沃倫斯克)
- 烏斯特盧赫市鎮（烏克蘭語：Устилузька міська громада） (市級，行政中心：乌斯特卢赫)
- 伊萬尼奇市鎮（烏克蘭語：Іваничівська селищна громада） (鎮級，行政中心：伊万尼奇)
- 洛卡奇市鎮（烏克蘭語：Локачинська селищна громада） (鎮級，行政中心：洛卡奇)
- 扎圖爾齊市鎮（烏克蘭語：Затурцівська сільська громада） (村級，行政中心：扎圖爾齊)
- 濟姆內市鎮（烏克蘭語：Зимнівська сільська громада） (村級，行政中心：濟姆內)
- 利托韋日市鎮（烏克蘭語：Литовезька сільська громада） (村級，行政中心：利托韋日)
- 奧瓦德內市鎮（烏克蘭語：Оваднівська сільська громада） (村級，行政中心：奧瓦德內)
- 巴甫利夫卡市鎮（烏克蘭語：Павлівська сільська громада (Волинська область)） (村級，行政中心：巴甫利夫卡)
- 波羅米夫市鎮（烏克蘭語：Поромівська сільська громада） (村級，行政中心：波羅米夫)